# Каратоган (Райимбецький район)
Каратога́н (каз. Қаратоған) — село у складі Райимбецького району Алматинської області Казахстану. Входить до складу Жамбильського сільського округу.
Населення — 888 осіб (2021; 1252 у 2009, 1099 у 1999, 1183 у 1989).